# アイブロックス・スタジアム
アイブロックス・スタジアム（Ibrox Stadium）は、グラスゴー、クライド川南側のアイブロックス地区にあるレンジャーズFCのホームスタジアム。収容人数は50,987人。
1899年にアイブロックス・パーク（Ibrox Park）として開場し、1928年にメインスタンド（現在はイギリス指定建造物に指定されている）が建設された。1939年1月、セルティックとの試合には118,567人の観客が詰めかけた。1997年にスタジアムの改修工事を終え、名称がアイブロックス・スタジアムに改称された。2006年9月、メインスタンドはビル・ストラスがレンジャーズで数々の功績を残した事と、死後50周年を記念して彼の名を冠し、名称がビル・ストラス・メイン・スタンドに改称された。

## 概要
グラスゴー国際空港まで10kmの距離にあり、またグラスゴー・プレストウィック空港までは50kmの距離にある。
1971年1月2日に、毎年この日に開催される恒例のレンジャーズFC対セルティックFCのダービーマッチでアイブロックスの惨事と称される群集事故が発生し、66人の死者を出した。これを受けてスタジアムは1000万ポンドとも言われる巨額をかけた改修が行われ、立ち見席を全廃した上で収容人数を8万人から4万4千人とほぼ半減させた。立ち見席の全廃は当時としては画期的なものであったが、1985年に発生したブラッドフォード・サッカー場火災やヘイゼルの悲劇、1989年に発生したヒルズボロの悲劇と、スタジアムでの大規模な群集事故が頻発する中で評価された。
サッカー以外にもシンプル・マインズ（1986×2）、フランク・シナトラ（1990）、ロッド・スチュワート（1995年）、エルトン・ジョン、ビリー・ジョエル（1998年）といったライブの開催のほか、2014年に開催予定のコモンウェルスゲームズでは7人制ラグビーの会場として使用される。

## 入場者数

### 平均入場者数
- 2007-08: 49,143 (プレミアリーグ)
- 2006-07: 49,955 (プレミアリーグ)
- 2005-06: 49,245 (プレミアリーグ)
- 2004-05: 48,676 (プレミアリーグ)

### 最多入場者数
- 118,567 レンジャーズ v セルティック, 1939.

## ギャラリー

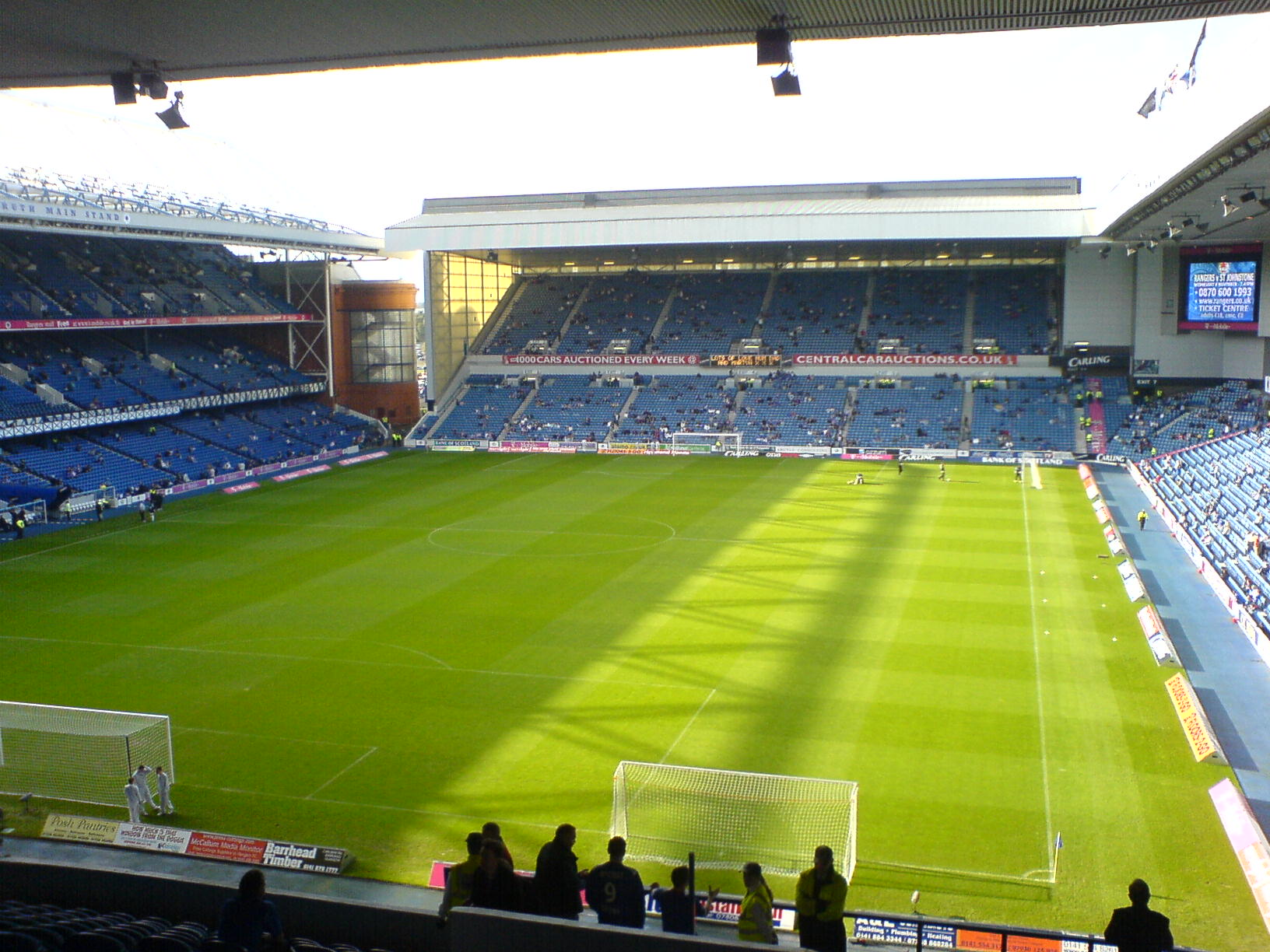
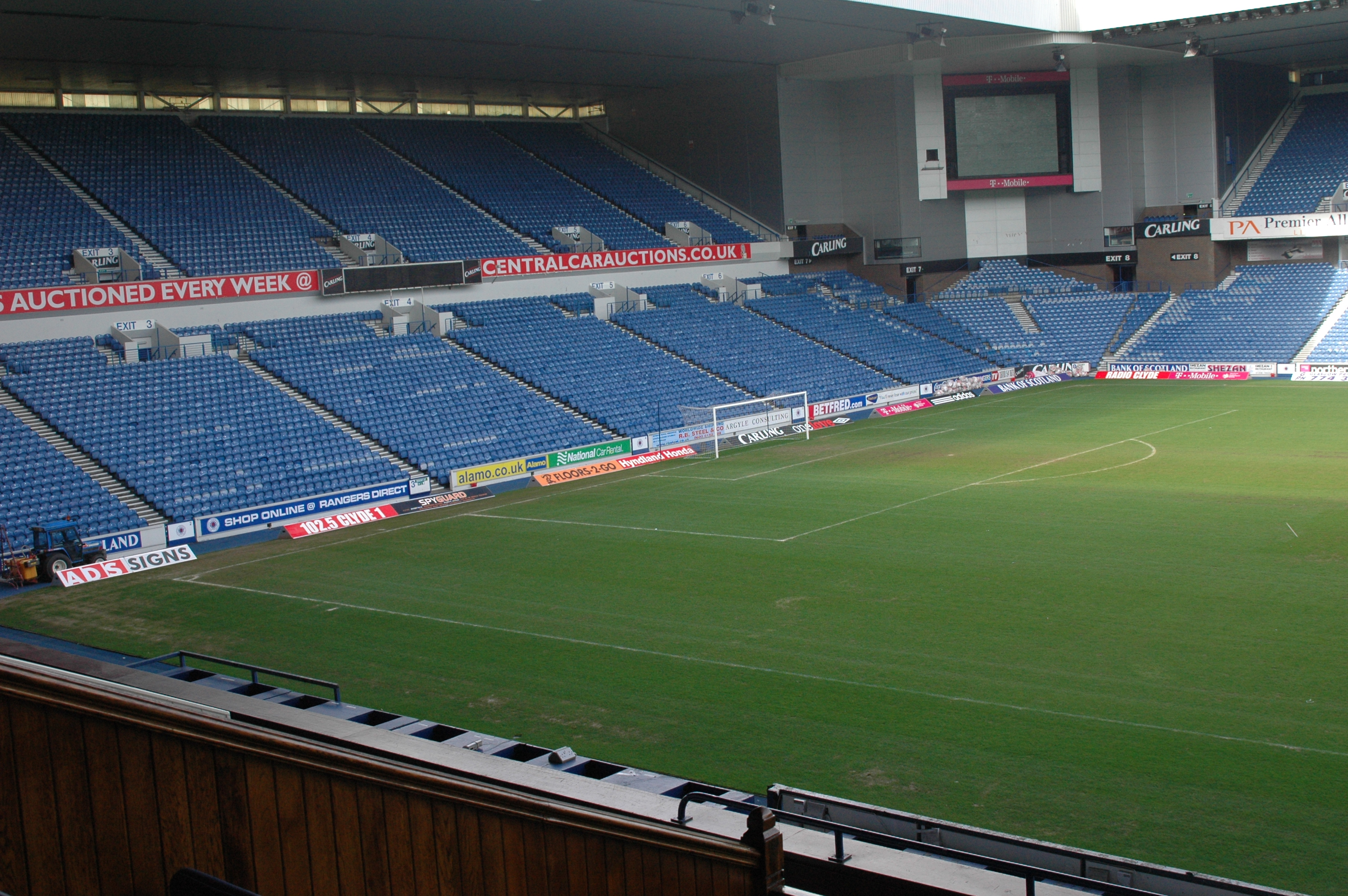
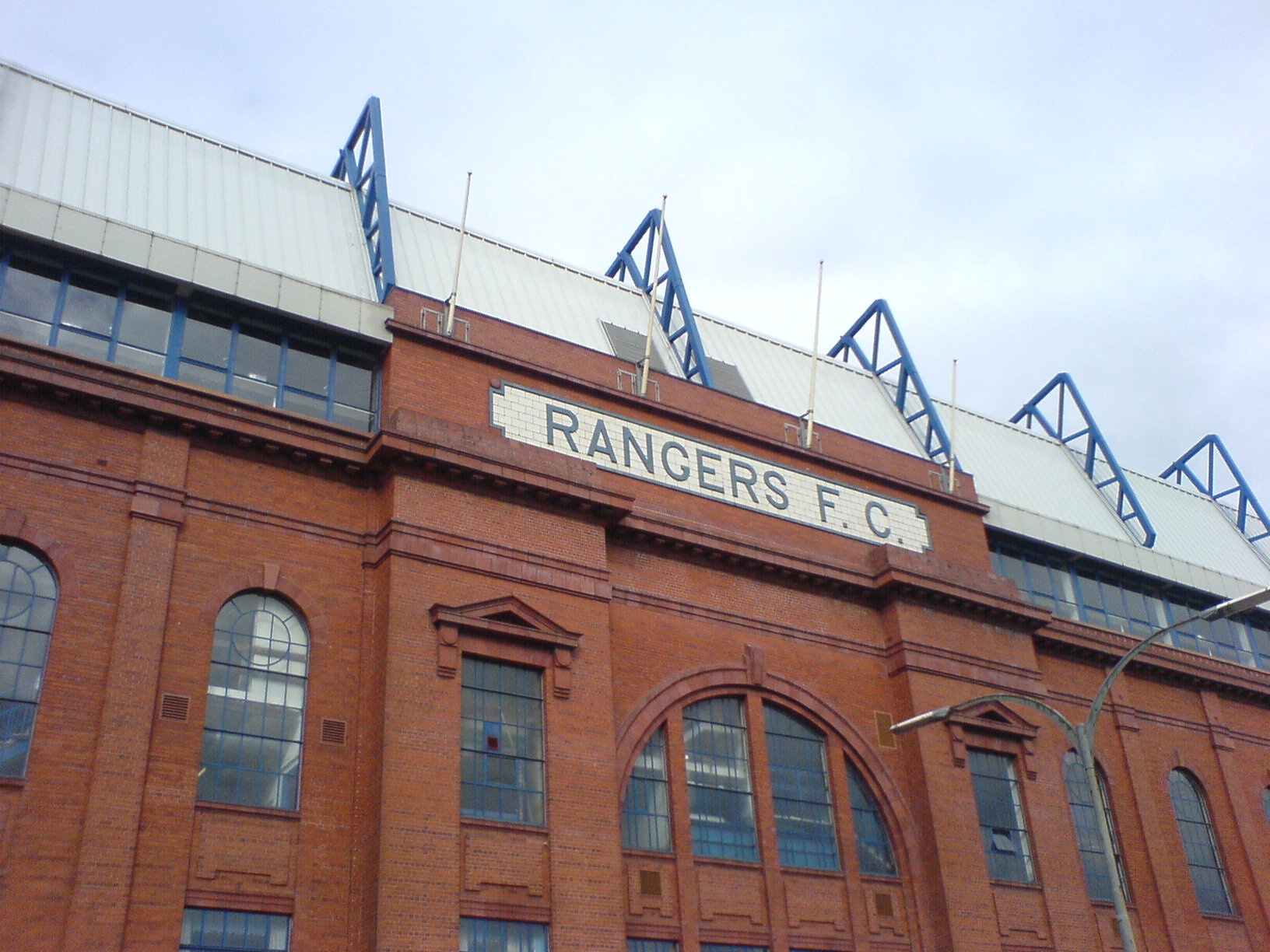
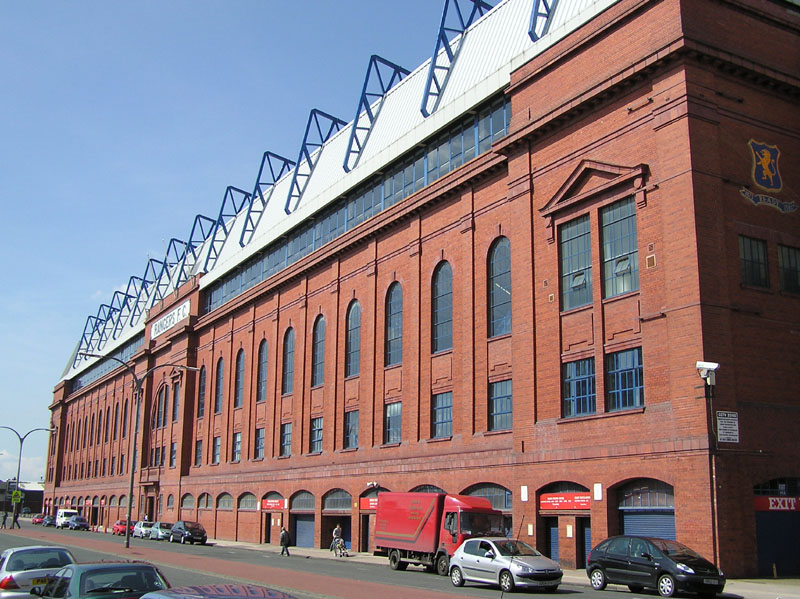